# Montillana
Montillana település Spanyolországban, Granada tartományban. Montillana Alcalá la Real, Frailes, Noalejo, Iznalloz, Benalúa de las Villas, Colomera és Moclín községekkel határos. Lakosainak száma 1057 fő (2024).

## Népesség
A település népessége az elmúlt években az alábbi módon változott:
| Lakosok száma | 1342 | 1316 | 1288 | 1304 | 1404 | 1324 | 1272 | 1189 | 1127 | 1057 |
|               | 2001 | 2004 | 2006 | 2009 | 2011 | 2014 | 2016 | 2019 | 2021 | 2024 |